# Kančilovití
Kančilovití (Tragulidae) je čeleď drobných přežvýkavců, žijící v tropických pralesích Afriky a Asie. Někteří z nich patří mezi nejmenší žijící sudokopytníky. Kančilové představují starobylou skupinu přežvýkavců s příbuzenskými vazbami na velbloudy i jelenovité. Jejich fosilní pozůstatky, velmi podobné dnešním druhům, se dochovaly již ze spodního oligocénu.

## Název, mýty a legendy
Slovo kančil je malajského původu. Nemá tedy nic společného s kancem (jak se někdy mylně soudí, snad kvůli výrazným špičákům). Sinhálský název kančila meminna znamená v překladu „myší jelen“. Toto slovo bylo použito ve vědeckém názvu kančila indického (Moschiola meminna) a jeho překladem vzniklo anglické jméno kančila mouse deer.
Kančil je v jihovýchodní Asii velmi populární tvor. Hraje důležitou roli v malajských a jávských bajkách, kde je symbolem chytrosti a mazanosti, podobně jako v Ezopových bajkách liška. Kančil indický vystupuje v Kiplingových Knihách džunglí, konkrétně v povídce Puránbhagatův zázrak, a to pod jménem Mušik nábha.

## Rozšíření
Kančilové žijí v deštných pralesích, bažinatých oblastech a v okolí vodních ploch, někteří se přizpůsobili životu v zemědělské krajině a navštěvují i plantáže a zahrady. Jeden druh, kančil vodní, obývá západní a střední Afriku, ostatní se vyskytují v jižní a jihovýchodní Asii, od Indie a jižní Číny po ostrovy Indonésie.

## Vzhled a morfologie
Kančilové jsou malí kopytníci, dorůstající hmotnosti 2–12 kg a výšky v kohoutku 30–50 cm. Pro kančily je typické poměrně zavalité tělo na tenkých končetinách, klínovitá hlava se zašpičatělým čenichem a nápadně velkýma očima. Zadní končetiny mají delší a silnější než přední, což jim umožňuje dobře skákat. Kančilové mají obvykle hnědé zbarvení, často se světlou kresbou v podobě skvrn, pruhů či bílé náprsenky. Kančilové mají mnoho primitivních znaků, V jejich chrupu je 34 zubů, horní řezáky chybí, ale horní špičáky jsou dlouhé, u samců, vyčnívají i ze zavřené tlamy. Na rozdíl od ostatních přežvýkavců mají kančilové jen dva předžaludky, chybí jim kniha, naproti tomu žlučník je dobře vyvinutý. Na bradě a v blízkosti řitního otvoru mají pachové žlázy, jejichž výměšky si značkují teritorium.

## Způsob života
Kančilové jsou skrytě žijící zvířata, nejraději se zdržují v husté vegetaci, často v blízkosti vody. Mají noční aktivitu. Přes den přespávají pod kořeny stromů, v norách a skalních rozsedlinách. Žijí samotářsky nebo v páru a zdržují se na nevelkém teritoriu, které obhajují před ostatními kančily. Hranice teritoria označují výměškem pachových žláz. Kančilové jsou velmi čistotní a svou hladkou, lesklou srst si čistí lízáním, podobně jako kočky.

### Potrava
Všichni kančilové jsou býložraví, živí se především zelenými částmi rostlin, ořechy a semeny, ale vyhrabávají také kořeny a hlízy. Trus v podobě drobných bobků odkládají na jedno místo, tzv. „záchodek“.

### Rozmnožování
Kančilové se rozmnožují po celý rok, nemají pevnou dobu říje. Délka březosti se pohybuje od 4 do 8 měsíců, nejdelší je u kančila vodního, který se rozmnožuje jednou ročně, asijské druhy většinou dvakrát ročně. Samice má čtyři struky, rodí však pouze 1–2 mláďata, která kojí asi 3 měsíce. Mláďata rychle rostou a dospívají již ve věku půl roku. Mohou se dožít až 12 let.

### Ochrana před predátory
Kančily pronásleduje mnoho predátorů. Loví je kočkovité i psovité šelmy, krajty, velké druhy orlů i lidé. Afričtí i asijští domorodci kančily loví se psy nebo chytají do ok pro chutné maso. V Indonésii se používají jeho nohy k nacpávání dýmek. Přes toto pronásledování není žádný druh kančila ohrožen vyhynutím. Chyceného kančila, zvláště mládě, je možné ochočit. Lidé je v Asii rádi chovají jako domácí mazlíčky nebo živou hračku pro děti.
Kančilové dokáží nepřátelům obratně unikat. Zatímco africký kančil vodní prchá před predátory do vody, kde se dovede i potápět, asijské druhy rodu Tragulus často v ohrožení znehybní, předstírají smrt, ale těsně před predátorem vyskočí a snaží se utéct nebo schovat. Tímto způsobem dokáží zmást i loveckého psa.

## Druhy
- Kančil vodní (Hyomoschus aquaticus) – Největší druh, dorůstající hmotnosti 12 kg, výšky v kohoutku až 50 cm a délky těla 80 cm, samice je březí 8 měsíců. Vyskytuje se v afrických pralesích od Libérie po Kongo, obvykle v blízkosti vody. Dobře plave a dokáže se i potápět. Zbarvení je rezavé s nápadnými pruhy a skvrnami.
- Kančil filipínský (Tragulus nigricans, The Philippine mouse-deer), známý také jako kančil balabacký je nejmenší ze všech kančilů, dorůstající průměrné výšky 18 cm a délky 40–50 cm. Jedná se o endemické zvíře žijící na ostrově Balabac a blízkých ostrůvcích (Bugsuc a Ramos) na jihozápad od ostrova Palawan na Filipínách.
- Kančil indický (Moschiola meminna) – Středně velký, dorůstá hmotnosti 5–7 kg, výšky v kohoutku 35_40 cm, délky 60 cm. Žije v travnatých oblastech a pralesích Přední Indie a Srí Lanky. Zbarvení je světle hnědé s drobnými skvrnami a bílou náprsenkou. Jeho 2–3 poddruhy se někdy klasifikují jako samostatné druhy.
- Kančil větší (Tragulus napu). Stejně velký jako k. indický, ale štíhlejší a lehčí, vyskytuje se v jižní Číně (Jün-nan), ve Vietnamu, zadní Indii a na Malajském poloostrově. Zbarvení je žlutohnědé s bílou náprsenkou, rozdělenou uprostřed hnědým páskem. Jeho 3 poddruhy se někdy klasifikují jako samostatné druhy, na základě rozdílů v počtu chromozomů.
- Kančil menší (T. javanicus). Dorůstá jen do hmotnosti 2–3 kg, výšky 30 cm a délky těla 45 cm, což je asi velikost králíka. Je zbarvený hnědě, bílá náprsenka je větší než u předchozího druhu a zasahuje až na bradu. Žije v jižním Thajsku, na Malajském poloostrově a na Sundských ostrovech. Někdy se rozděluje na dva samostatné druhy a jako kančil menší se označuje pouze pevninský poddruh (T. javanickus kanchil), zatímco ostrovní poddruh (T. javanickus javanicus) je označován jako kančil jávský.
- Kančil stříbrohřbetý (Tragulus versicolor). Tento druh je nejmenším známým kopytníkem. Hlavu a přední končetiny má zbarvené pískově hnědou a řidší a zadní část těla je od stříbrné po šedou, přičemž srst na břiše má bílou. Je velmi vzácný, vyskytuje se pouze v okolí města Nha Trang na jihu Vietnamu a pozorován byl zatím pouze několikrát.